# Panorpa falsa
Panorpa falsa är en näbbsländeart som beskrevs av Syuti Issiki och Cheng 1947. Panorpa falsa ingår i släktet Panorpa och familjen skorpionsländor. Inga underarter finns listade i Catalogue of Life.